# Powiat Pilisvörösvár
Powiat Pilisvörösvár (węg. Pilisvörösvári járás) – jeden z piętnastu powiatów komitatu Pest na Węgrzech. Jego powierzchnia wynosi 245,44 km². W 2009 liczył 66 702 mieszkańców (gęstość zaludnienia 272 os./1 km²). Siedzibą władz jest miasto Pilisvörösvár.

## Miejscowości powiatu Pilisvörösvár
- Nagykovácsi
- Perbál
- Pilisborosjenő
- Piliscsaba
- Pilisjászfalu
- Pilisvörösvár
- Pilisszántó
- Pilisszentiván
- Remeteszőlős
- Solymár
- Tinnye
- Tök
- Üröm
- Zsámbék